# M1 Carbine
De M1 Carbine is een karabijn van Amerikaanse makelij, met vijftien patronen kaliber 0,3" (7,62 × 33 mm) per magazijn; ook is er een langer magazijn gemaakt dat dertig patronen kan bevatten.
Het voordeel van het geweer is dat het een compact en semiautomatisch wapen is. Het werd ontwikkeld door de Winchester Repeating Arms Company. Hoewel de M1 Carbine ook wel vaak de 'Baby Garand' wordt genoemd is hij echter niet van dezelfde ontwikkelaar. Het wapen werd ontwikkeld om de Colt 1911A1 te vervangen, maar dit is echter nooit gebeurd. De M1 Carbine was en is nog altijd een zeer populair wapen. Er werden meer M1 Carbines geproduceerd in de Tweede Wereldoorlog dan de populaire M1 Garand. Ook bestaat er een model met inklapbare kolf: de M1A1 Carbine; dit model werd ontwikkeld voor de luchtlandingstroepen, maar er werden door deze eenheden ook de standaard infanterieversies gebruikt. In de laatste jaren van de oorlog werden verbeteringen aangebracht. Er werd een bajonet (M4 Bayonet) ontwikkeld en van het eerst L-sight werd een verstelbaar vizier gemaakt. Er zijn tussen einde 1941 en midden 1945 zo'n 6.221.220 M1 Carbines geproduceerd door verschillende fabrikanten.
Een variatie op de M1 carbine is de M2. Deze is identiek aan de M1 met het verschil dat deze zowel semiautomatisch als volautomatisch kan schieten. Hiertoe werd gebruikgemaakt van een 30-patroons magazijn. De vuursnelheid is 650-700 schoten per minuut. De M2 werd op 23 oktober 1944 in gebruik genomen door het Amerikaanse leger.
De M1 wordt ook "nickel rifle" genoemd, omdat de voorste riem bevestiging met een muntje kon worden losgedraaid. Hierna kon het wapen gedemonteerd worden. De gedachte hierachter was dat iedere soldaat wel een muntje bij zich had en derhalve het wapen kon demonteren. Na de tweede wereldoorlog kocht de Rijkspolitie dit wapen voor kiloprijs en deed de M1 dienst tot de vervanging rond 1990, door de Heckler&Koch MP5.

## Fabrikanten
- Winchester Repeating Firearms Company 828.059 (13,5%)
- Inland Manufacturing Division of General Motors 2.632.097 (43%)
- Underwood-Elliot-Fisher 545.616 (8,9%)
- Rock-Ola Manufacturing Corporation 228.500 (3,7%)
- Quality Hardware Machinery Corporation 359.666 (5,9%)
- National Postal Meter 413.017 (6,8%)
- Irwin Pedersen Arms Company 1000 (0,01%)
- Standard Products 247.100 (4%)
- International Business Machines 346.500 (5,7%)
- Saginaw SG Division of General Motors 517.212 (8,5%)

## Gebruik

### Tweede Wereldoorlog

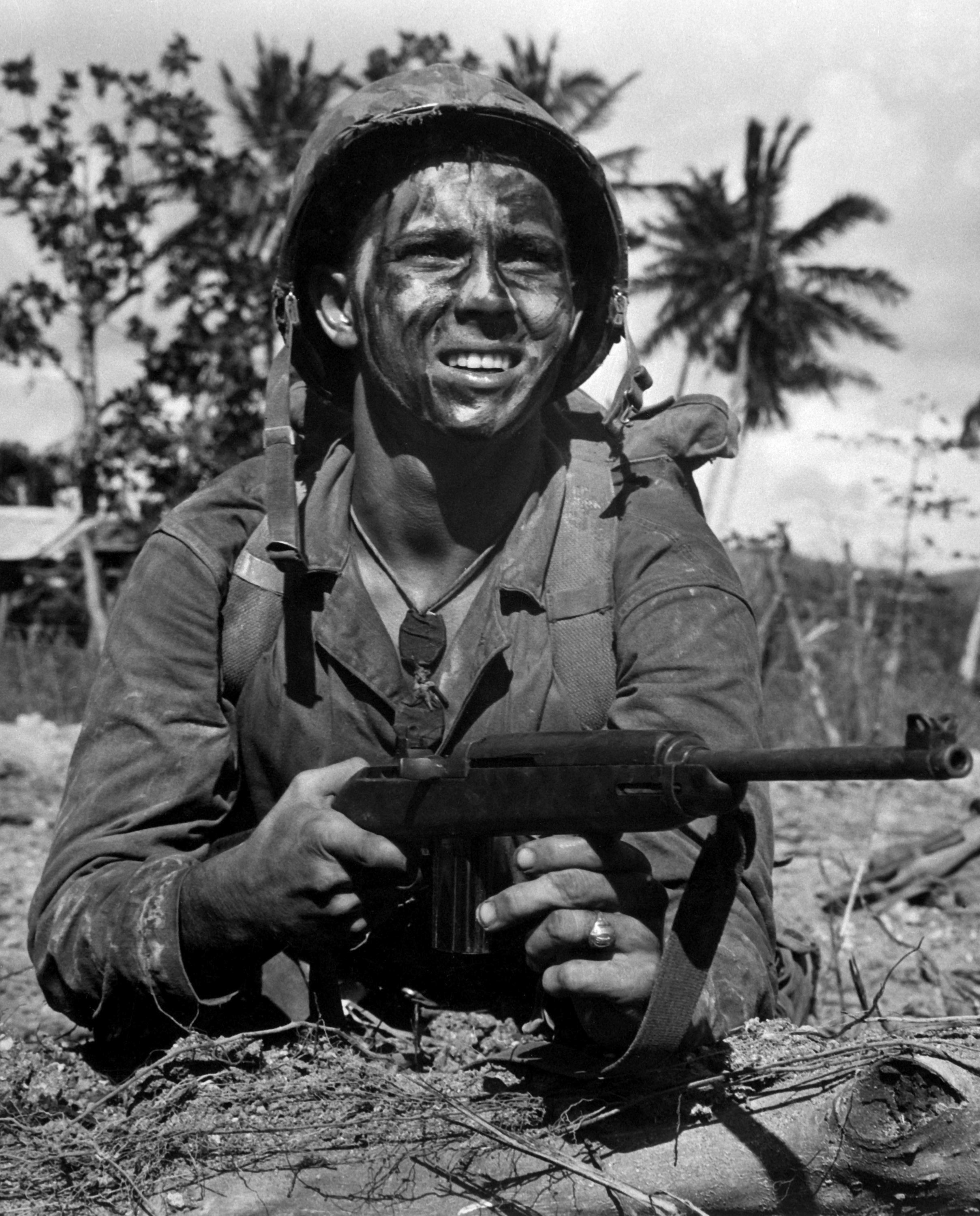
Een Amerikaanse marinier met een karabijn op Guam

De M1 carbine, met het minder krachtige .30 carabine patroon was nooit bedoeld om als primair wapen voor gevechtseenheden gebruikt te worden. Het was echter wel effectiever dan .45 kaliber machinepistolen uit dat tijdperk op het gebied van nauwkeurigheid en doordringingsvermogen. Om deze reden werd het wapen in grote aantallen in gebruik genomen door officieren, parachutisten, onderofficieren, en ondersteunende troepen. De eerste M1 carbine karabijnen werden halverwege 1942 geleverd, aanvankelijk met prioriteit voor troepen in Europa.
De Britse "Special Air Service" (SAS) gebruikte M1 en M1A1 karabijnen vanaf 1943. Het wapen werd in gebruik genomen na het besluit om deze wapens aan verzetsgroepen uit te delen waar Britse Special Operations Executive soldaten zich ter ondersteuning aansloten. Er werd voor een Amerikaans wapen gekozen omdat de gebieden waar deze operaties plaatsvonden later tijdens Operatie Overlord binnen de grenzen van Amerikaanse sectoren zouden vallen. Andere Britse speciale eenheden, zoals No.30 Commando gebruikten het wapen ook tijdens de Tweede Wereldoorlog. Verschillende eenheden van het Britse leger en de koninklijke Malayse politie gebruikten de M2 karabijn tijdens de crisis in Brits Malaya.
Een klein aantal M1 karabijnen werden door Duitsland buitgemaakt tijdens de Tweede Wereldoorlog, voornamelijk na D-day. De Duitsers noemden het wapen Selbstladekarabiner 455(a). De a staat hier voor het land van herkomst, namelijk Amerika. Na de oorlog werd het wapen gebuikt door Duitse grenstroepen in Beieren tot in de jaren 50.

### Koreaoorlog
Ten tijde van de Koreaoorlog waren machinepistolen in het Amerikaanse leger grotendeels vervangen door de M2 carbine. Hoewel dit de meest voorkomende karabijn was werd de M1 carbine ook nog in grote getalen gebuikt tijdens deze oorlog, voornamelijk door ondersteuningseenheden. De wapens kregen in Korea snel een slechte reputatie omdat ze in de extreme kou snel vastliepen. Er kwamen ook steeds meer klachten van soldaten dat de kogels die ze afvuurden niet door de dikke kleding en uitrusting van Noord-Koreaanse en Chinese soldaten heen kwamen. Chinese vrijwilligers die buitgemaakte Amerikaanse M1 en M2 karabijnen toegewezen kregen hekelden de wapens om dezelfde redenen.

### Vietnamoorlog
M1 en M2 karabijnen werden vanaf 1956 gebruikt door Amerikaanse militaire adviseurs in Vietnam, en later aan de beveiligingsdienst van de US Air Force en speciale eenheden van het Amerikaanse leger. Vanaf 1964 werden deze wapens vervangen met het nieuwe M16 geweer. Het wordt geschat dat aan het einde van de oorlog, in totaal 1,5 miljoen M1 en M2 karabijnen waren achtergelaten in Vietnam.
Ten minste 793.994 zijn er aan het Zuid-Vietnamese leger gegeven, die het gedurende de hele oorlog gebruikte.

### Troepenmacht in Suriname
Tot de Surinaamse onafhankelijkheid in 1975 was de M1 het staandaardwapen van de Troepenmacht in Suriname (TRIS). Voor deze karabijn werd ondermeer gekozen door de korte loop. Dat was een voordeel bij looppatrouilles. Het wapen bleef minder snel haken aan de dichte begroeiing in het oerwoud. Ook de Browning 9mm, de uzi-pistoolmitrailleur en de Bren LMG behoorden tot de standaardbewapening van de TRIS. Bij de onafhankelijkheid zijn de wapens overgedragen aan de Surinaamse Krijgsmacht (SKM).